# 考波什弗
考波什弗，是匈牙利绍莫吉州所辖的一个村。总面积27.26平方公里，总人口1684，人口密度61.8人/平方公里（2011年1月1日）。